# Шегейліс (Вашингтон)
Шегейліс (англ. Chehalis) — місто (англ. city) в США, в окрузі Льюїс штату Вашингтон. Населення — 7439 осіб (2020).

## Географія
Шегейліс розташований за координатами 46°39′51″ пн. ш. 122°57′56″ зх. д. / 46.66417° пн. ш. 122.96556° зх. д. (46.664176, -122.965425).  За даними Бюро перепису населення США в 2010 році місто мало площу 14,39 км², з яких 14,33 км² — суходіл та 0,06 км² — водойми.

## Демографія
Згідно з переписом 2010 року, у місті мешкало 7259 осіб у 2868 домогосподарствах у складі 1655 родин. Густота населення становила 504 особи/км².  Було 3131 помешкання (218/км²).
Расовий склад населення:
| - 87,0 % — білих - 1,7 % — чорних або афроамериканців - 1,3 % — корінних американців - 1,3 % — азіатів - 0,2 % — вихідців з тихоокеанських островів - 5,7 % — осіб інших рас |

До двох чи більше рас належало 2,8 %. Частка іспаномовних становила 11,6 % від усіх жителів.
За віковим діапазоном населення розподілялося таким чином: 24,5 % — особи молодші 18 років, 61,1 % — особи у віці 18—64 років, 14,4 % — особи у віці 65 років та старші. Медіана віку мешканця становила 33,5 року. На 100 осіб жіночої статі у місті припадало 100,7 чоловіків;  на 100 жінок у віці від 18 років та старших — 95,3 чоловіків також старших 18 років.
Середній дохід на одне домашнє господарство  становив 47 972 долари США (медіана — 34 379), а середній дохід на одну сім'ю — 60 972 долари (медіана — 51 729). Медіана доходів становила 40 625 доларів для чоловіків та 35 202 долари для жінок. За межею бідності перебувало 20,1 % осіб, у тому числі 24,2 % дітей у віці до 18 років та 15,0 % осіб у віці 65 років та старших.
Цивільне працевлаштоване населення становило 3023 особи. Основні галузі зайнятості: освіта, охорона здоров'я та соціальна допомога — 21,8 %, мистецтво, розваги та відпочинок — 15,5 %, роздрібна торгівля — 12,4 %.

## Відомі люди
- Сетон Міллер (1902 — 1974) — голлівудський сценарист та продюсер.